# Mirza Muhammad Ali

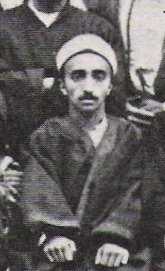
Mirza Muhammad Ali

Mirza Muhammad Ali (ur. w 1852, zm. w 1937) – był synem Baha Allaha i jego drugiej żony Fatimih Chanum, którą Baha Allah poślubił w Teheranie w 1849, a która znana jest obecnie pod imieniem Mahd-i-Ulja.
W Kitab-i-Ahd Baha Allah podaje, że Mirza Muhammad Ali miał być drugą po Mirzy bracie Abd al-Basze osobą w bahaizmie.
Jednak według niektórych źródeł Muhammad Ali miał  przejąć kierowanie wspólnotą po śmierci Ojca (zgodnie z Jego wolą).  Po śmierci Baha Allaha Muhammad Ali ogłosił, że to on jest prawowitym następcą proroka, a jego brat został odrzucony przez Boga. Spór zaowocował doniesieniem przez Muhammada Alego do sułtana o rzekomej próbie zabicia władcy przez zwolenników Abd al-Bahy. Zakończyło się to uwięzieniem Abd al-Bahy i jego rodziny. Większa część wspólnoty odwróciła się ostatecznie od Muhammada Alego, został on też ostatecznie skrytykowany przez brata w jego testamencie. Nie powiodła się również siłowa próba przejęcia przez jego zwolenników Świątyni Baha Allaha. Po jego śmierci wyznanie kierowane przez niego upadło. Uchodzi za drugiego "łamacza przymierza" w bahaizmie.